# Nunziatura apostolica in Spagna
La nunziatura apostolica in Spagna è una rappresentanza diplomatica permanente della Santa Sede in Spagna fondata nel 1528. La sede è a Madrid. La nunziatura è retta da un diplomatico, detto "nunzio apostolico in Spagna" che ha il rango di ambasciatore.

## Storia
La nunziatura apostolica in Spagna, come nunziatura permanente, nacque nel 1528.
Nel corso soprattutto del Seicento e per la prima parte del Settecento, gran parte dei nunzi apostolici in Spagna vennero prescelti tra il clero degli stati sottoposti al dominio degli spagnoli, ovvero Regno di Napoli e Ducato di Milano (nunziature che furono spesso unite), come nel caso di Cesare Monti e Giuseppe Archinto che divennero poi arcivescovi di Milano e cardinali.
I nunzi apostolici in Spagna, soprattutto nel XVII secolo, ebbero sempre ruoli di predominanza politica e addirittura due tra questi vennero eletti al soglio pontificio: Innocenzo X e Clemente IX.
Dal 1996 il nunzio apostolico è anche nunzio in Andorra.

## Cronotassi dei nunzi apostolici

### XVI secolo
- Giovanni Poggio † (luglio 1529 - dicembre 1551 dimesso)
- Leonardo Marini, O.P. † (24 marzo 1552 -  marzo 1559 dimesso)
- Salvatore Pacini † (marzo 1559 - marzo 1560 dimesso)
- Ottaviano Raverta † (10 marzo - 28 novembre 1560 dimesso)
- Giovanni Campeggi † (28 novembre 1560 - 10 maggio 1561 nominato nunzio apostolico in Portogallo)
- Ottaviano Raverta † (giugno - ottobre 1561 deceduto) (per la seconda volta)
- Alessandro Crivelli † (novembre 1561 - novembre 1565 dimesso)
- Giovanni Battista Castagna † (settembre 1565 - 3 luglio 1572)
- Nicolò Ormanetto † (1572 - 18 gennaio 1577 deceduto)
- Filippo Sega † (8 luglio 1577 - febbraio 1581 dimesso)
- Luigi Taverna † (30 aprile 1581 - 11 dicembre 1585)
- Cesare Spacciani † (11 dicembre 1585 - 27 agosto 1588)
- Annibale de Grassi † (27 agosto 1588 - 24 giugno 1590 deceduto)
- Muzio Passamonte † (14 luglio 1590 - gennaio 1591)
- Pietro Millini † (gennaio 1591 - 1592)
- Camillo Caetani † (1º ottobre 1592 - 1600)

### XVII secolo
- Domenico Ginnasi † (22 febbraio 1600 - 1605)
- Giovanni Garzia Millini † (20 giugno 1605 - 22 maggio 1607 dimesso)
- Decio Carafa † (22 maggio 1607 - 17 agosto 1611 creato cardinale)
- Antonio Caetani † (27 ottobre 1611 - luglio 1618 dimesso)
- Francesco Cennini de' Salamandri † (17 luglio 1618 - 1621)
- Alessandro di Sangro † (2 aprile 1621 - 1622)
- Innocenzo Massimo † (23 giugno 1622 - 1624)
- Giulio Cesare Sacchetti † (27 gennaio 1624 - 1626)
- Giovanni Battista Pamphilj † (30 maggio 1626 - 1630 nominato ufficiale della Curia romana)
- Cesare Monti † (1º marzo 1630 - 1634)
- Lorenzo Campeggi  † (31 gennaio 1634 - 8 agosto 1639)
- Cesare Facchinetti † (8 agosto 1639 - 1642 dimesso)
- Giovanni Giacomo Panciroli † (18 gennaio 1642 - 1644)
- Giulio Rospigliosi † (14 luglio 1644 - 1652)
- Francesco Caetani † (14 settembre 1652 - dicembre 1653 dimesso)
- Camillo Massimo † (8 gennaio 1654 - novembre 1656 dimesso)
- Carlo Bonelli † (27 ottobre 1656 - 14 gennaio 1664 creato cardinale)[1]
- Vitaliano Visconti † (16 agosto 1664 - febbraio 1668)
- Federico Borromeo † (25 febbraio 1668 - luglio 1670 dimesso)
- Galeazzo Marescotti † (13 agosto 1670 - 27 maggio 1675 creato cardinale)
- Savio Millini † (1º luglio 1675 - 8 ottobre 1685 dimesso)
- Marcello Durazzo † (5 maggio 1685 - 2 settembre 1686 creato cardinale)
- Giuseppe Mosti † (12 febbraio 1690 - 29 luglio 1692 deceduto)
- Federico Caccia † (5 gennaio 1693 - 13 maggio 1696 dimesso)
- Giuseppe Archinto † (13 gennaio 1696 - 18 maggio 1699 nominato arcivescovo di Milano)

### XVIII secolo
- Francesco Acquaviva d'Aragona † (27 marzo 1700 - 17 maggio 1706 creato cardinale)
- Antonio Felice Zodondari † (28 maggio 1706 - 1709 espulso)[2]
- Giorgio Spinola † (3 luglio 1711 - 26 maggio 1713 nominato nunzio apostolico in Austria)
  - Interruzione delle relazioni diplomatiche
- Pompeio Aldrovandi † (2 gennaio 1717 - 1720)
- Alessandro Aldobrandini † (1º luglio 1720 - 2 ottobre 1730 creato cardinale)
- Vincenzo Antonio Alemanni Nasi † (23 dicembre 1730 - 26 marzo 1735 deceduto)
- Pedro Ayala, O.P. (9 settembre 1735 - 7 maggio 1736 dimesso)
- Silvio Valenti Gonzaga † (28 gennaio 1736 - 19 dicembre 1738 creato cardinale)
- Giovanni Battista Barni † (1º aprile 1739 - 9 settembre 1743 creato cardinale)
- Enrique Enríquez † (8 gennaio 1744 - 26 novembre 1753 creato cardinale)
- Martino Innico Caracciolo † (20 dicembre 1753 - 6 agosto 1754 deceduto)
- Girolamo Spinola † (8 novembre 1754 - 24 settembre 1759 creato cardinale)
- Lazzaro Opizio Pallavicino † (9 febbraio 1760 - 26 settembre 1766 creato cardinale)
- Cesare Alberico Lucini † (18 dicembre 1766 - 19 febbraio 1768 deceduto)
- Luigi Valenti Gonzaga † (2 settembre 1773 - 20 maggio 1776 creato cardinale)
- Nicola Colonna di Stigliano † (7 giugno 1776 - 14 febbraio 1785 creato cardinale)
- Ippolito Antonio Vincenti Mareri † (24 maggio 1785 - 21 febbraio 1794 creato cardinale)
- Filippo Casoni † (27 maggio 1794 - 23 febbraio 1802 creato cardinale)

### XIX secolo
- Pietro Gravina † (1º marzo 1803 - 23 settembre 1816 nominato arcivescovo di Palermo)
- Giacomo Giustiniani † (6 aprile 1817 - 13 maggio 1826 nominato arcivescovo, titolo personale, di Imola)
- Francesco Tiberi Contigliano † (9 gennaio 1827 - 1º agosto 1834 nominato arcivescovo, titolo personale, di Jesi)
- Luigi Amat di San Filippo e Sorso † (13 novembre 1832 - 1835 dimesso)
  - Interruzione delle relazioni diplomatiche
- Giovanni Brunelli † (22 luglio 1848 - 7 marzo 1853 creato cardinale)
  - Alessandro Franchi † (7 marzo 1853 - 16 giugno 1856 nominato internunzio apostolico nel Granducato di Toscana) (incaricato d'affari)
- Lorenzo Barili † (16 ottobre 1857 - 13 marzo 1868 creato cardinale)
- Alessandro Franchi † (13 marzo 1868 - giugno 1869 dimesso)
  - Sede vacante
- Giovanni Simeoni † (15 marzo 1875 - 17 settembre 1875 creato cardinale)
- Giacomo Cattani † (28 gennaio 1877 - 19 settembre 1879 creato cardinale)
- Angelo Bianchi † (19 settembre 1879 - 25 settembre 1882 creato cardinale)
- Mariano Rampolla del Tindaro † (19 dicembre 1882 - 14 marzo 1887 creato cardinale)
- Angelo Di Pietro † (23 maggio 1887 - 16 gennaio 1893 creato cardinale)
- Serafino Cretoni † (9 maggio 1893 - 22 giugno 1896 creato cardinale)
- Giuseppe Francica-Nava de Bondifè † (25 luglio 1896 - 19 giugno 1899 creato cardinale)

### XX secolo
- Aristide Rinaldini † (28 dicembre 1899 - 15 aprile 1907 creato cardinale)
- Antonio Vico † (21 ottobre 1907 - 27 novembre 1911 creato cardinale)
- Francesco Ragonesi † (9 febbraio 1913 - 7 marzo 1921 creato cardinale)
- Federico Tedeschini † (31 marzo 1921 - 16 dicembre 1935 creato cardinale)
- Filippo Cortesi † (4 giugno 1936 - 24 dicembre 1936 nominato nunzio apostolico in Polonia)[3]
  - Silvio Sericano † (11 giugno 1936 - 4 novembre 1936 dimesso) (incaricato d'affari)
  - Isidro Gomá y Tomás † (19 dicembre 1936 - 21 settembre 1937 dimesso) (incaricato d'affari)
  - Ildebrando Antoniutti † (21 settembre 1937 - 1938 dimesso) (incaricato d'affari)
- Gaetano Cicognani † (16 maggio 1938 - 12 gennaio 1953 creato cardinale)
- Ildebrando Antoniutti † (21 ottobre 1953 - 19 marzo 1962 creato cardinale)
- Antonio Riberi † (28 aprile 1962 - 26 giugno 1967 creato cardinale)
- Luigi Dadaglio † (8 luglio 1967 - 4 ottobre 1980 nominato segretario della Congregazione per il culto divino e la disciplina dei sacramenti)
- Antonio Innocenti † (4 ottobre 1980 - 25 maggio 1985 creato cardinale)
- Mario Tagliaferri † (20 luglio 1985 - 13 luglio 1995 nominato nunzio apostolico in Francia)
- Lajos Kada † (22 settembre 1995 - 1º marzo 2000 ritirato)

### XXI secolo
- Manuel Monteiro de Castro (1º marzo 2000 - 3 luglio 2009 nominato segretario della Congregazione per i vescovi)
- Renzo Fratini (20 agosto 2009 - 4 luglio 2019 ritirato)
- Bernardito Cleopas Auza (1º ottobre 2019 - 22 marzo 2025 nominato nunzio apostolico presso l'Unione europea)